# Площадь Академика Вишневского
Площадь Академика Вишне́вского — площадь в Южном административном округе города Москвы на территории Нагорного района. Расположена между Чонгарским бульваром, Артековской и Ялтинской улицами. С 2019 по 2023 годы площадь была закрыта для реконструкции, а также для строительства метро.

## Происхождение названия
Названа 3 июня 1975 года в честь А. В. Вишневского (1874—1948), русского и советского военного хирурга, создателя знаменитой лечебной мази.

## Транспорт

### Станции метро
- Каховская
- Севастопольская
- Варшавская

### Железнодорожный транспорт
- Платформа Варшавская Павелецкого направления МЖД

### Наземный транспорт
У площади проходят маршруты автобусов:
- № т60:  Варшавская —  Новые Черёмушки
- № т72:  Варшавская — Проезд Карамзина
- № с163:  Варшавская —  Проспект Вернадского